# Skovbo Kommune
Skovbo Kommune i Roskilde Amt blev dannet ved kommunalreformen i 1970. Ved strukturreformen i 2007 blev kommunen sammenlagt med Køge Kommune.

## Tidligere kommuner
Skovbo Kommune blev dannet i 1966 ved frivillig sammenlægning af 3 sognekommuner fra Præstø Amt:
| Kommune            | Folketal september 1965 | Byer                    |
| ------------------ | ----------------------- | ----------------------- |
| Bjæverskov         | 1.149                   | Bjæverskov og Vemmedrup |
| Lidemark           | 338                     |                         |
| Vollerslev-Gørslev | 1.175                   | Gørslev og Slimminge    |
| I alt              | 2.662                   |                         |

Ved selve kommunalreformen blev Skovbo Kommune flyttet fra Præstø Amt til Roskilde Amt og lagt sammen med 2 sognekommuner fra Roskilde Amt:
| Kommune          | Folketal 1. januar 1970 | Byer                |
| ---------------- | ----------------------- | ------------------- |
| Skovbo           | 2.851                   |                     |
| Borup-Kimmerslev | 2.325                   | Borup               |
| Ejby-Nørre Dalby | 1.655                   | Ejby og Nørre Dalby |
| I alt            | 6.831                   |                     |

## Sogne
Skovbo Kommune bestod af følgende sogne fra Ramsø Herred i Roskilde Amt og Bjæverskov Herred i Præstø Amt:
- Bjæverskov Sogn (Bjæverskov Herred)
- Borup Sogn (Ramsø Herred)
- Ejby Sogn (Ramsø Herred)
- Gørslev Sogn (Bjæverskov Herred)
- Kimmerslev Sogn (Ramsø Herred)
- Lidemark Sogn (Bjæverskov Herred)
- Nørre Dalby Sogn (Ramsø Herred)
- Vollerslev Sogn (Bjæverskov Herred)

## Borgmestre[3]
| Navn                | Parti             | Periode   |
| ------------------- | ----------------- | --------- |
| Wilbert Christensen | Socialdemokratiet | 1970-1982 |
| Ole Hansen          | Venstre           | 1982-2006 |